# Валени (Ђеоађу)
Валени (рум. Văleni) насеље је у Румунији у округу Хунедоара у општини Ђеоађу. Oпштина се налази на надморској висини од 400 m.

## Становништво
Према подацима из 2011. године у насељу је живело 95 становника.